# Bulla (amuleto)

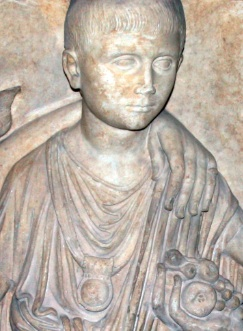
Relieve que muestra a un muchacho romano llevando una bulla.

La bulla o bula (del latín, bulla, "burbuja"), en la Antigua Roma, era un colgante o medallón que llevaba dentro un amuleto que se ponía a los niños varones nueve días después de su nacimiento. Se llevaba alrededor del cuello, como amuleto para proteger a su portador contra los malos espíritus. 
Los niños romanos nacidos libres seguirían llevando la bulla, junto a la toga praetexta, hasta la edad de portar la toga viril, a los 16 años, cuando pasaban a la edad de la adolescencia y llegaban a ser ciudadanos romanos. Se guardaba entonces con sumo cuidado, consagrándola a los dioses Lares o a Hércules. La podían volver a sacar en ocasiones especiales, como cuando llegase a general y dirigiera un desfile triunfal de sus tropas. El ponerse la bulla durante esas ceremonias le protegería contra las fuerzas del mal y las envidias de los hombres.
Normalmente redonda (también en forma de corazón o saquito), usualmente se colgaba al cuello y podía contener diferentes amuletos protectores, símbolos fálicos por lo general, en metal o piedras preciosas pero también plantas o sustancias con propiedades apotropaicas.
Podían hacerse de diferentes materiales, como es el caso de plomo cubierto con láminas de oro de los ricos o de cuero o tela para los menos pudientes. Incluso, los más pobres, en su momento, llevaban por bulla un nudo en su cinturón.
Su utilización se extendió desde las capas más ricas, la de nacidos libres hasta los libertos y finalmente, los siervos, sucediendo como en otras civilizaciones anteriores, donde la creencia en los beneficios de este tipo de amuletos, al principio, hacen que sean utilizadas las bullas por unos pocos y luego las terminan utilizando hasta los sectores sociales más bajos.
Las niñas no llevaban bulla sino otro tipo de amuleto, denominado lúnula, hasta la víspera de su matrimonio, cuando se la retiraba, al mismo tiempo que sus juguetes infantiles. Entonces, dejaban también de usar ropa de niña y empezaban a usar los vestidos romanos de mujer.

## Antecedentes

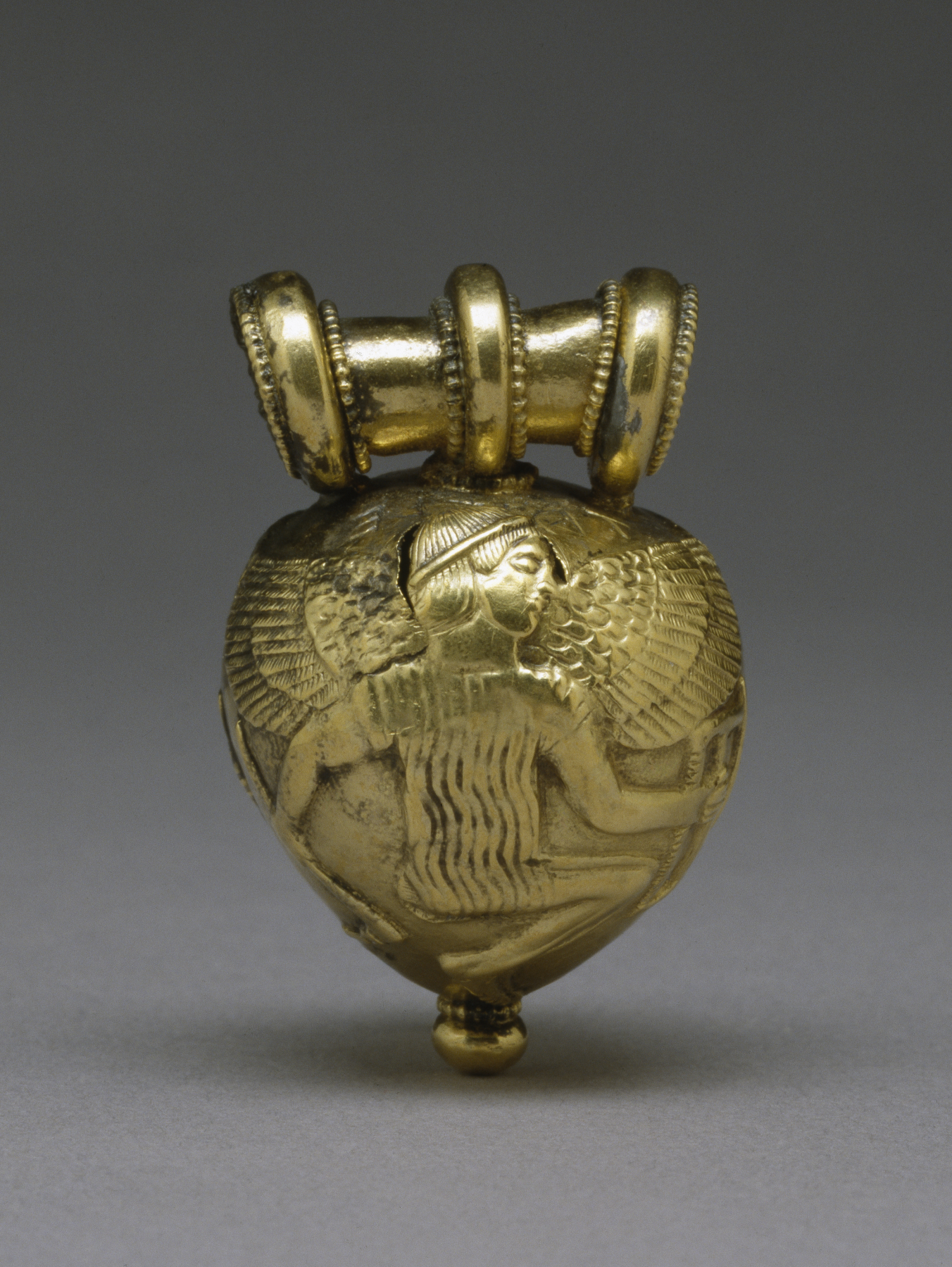
Bulla etrusca en forma de corazón con la representación de Ícaro.

Plutarco refiere que la "bulla, medallón en forma de bola, y una toga bordada de púrpura" eran los distintivos de los hijos nacidos de la unión de las sabinas raptadas y los primeros romanos.
Otros autores sugieren que esta costumbre era de origen etrusco, donde también era llevada por los adultos. De hecho, una de las tradiciones se remonta a Tarquinio el Viejo que, según Plinio, habría dado como distinción honorífica una bulla de oro a su hijo de catorce años, después de haberle visto matar a un enemigo en una batalla contra los sabinos (et bulla aurea donavit).
El mismo autor dice que según algunos historiadores había dado antes Rómulo una bulla al hijo de Horto, primogénito de las doncellas sabinas, después del robo de ellas, el cual se llamó más adelante Tulio Hostilio.
Entre los etruscos, la bulla también era el envoltorio que se le ponía al niño después del parto para prevenir la deformación del cuerpo. Simbólicamente, esta práctica permitía al bebé pasar del estado fetal al humano, por su postura vertical.